# Preciosas
Preciosas é uma telenovela chilena exibida pelo Canal 13 entre 1 de agosto de 2016 e 31 de janeiro de  2017. Escrita por Catalina Calcagni,  contou com as participações de Loreto Aravena, Paulo Brunetti e Pablo Macaya.

## Elenco
- Loreto Aravena como Lorena Martínez García / Angelina Jolie Pérez Soto
- Paulo Brunetti como Ismael Domínguez
- Pablo Macaya como Alex Castillo
- Paz Bascuñán como Frida Segovia / Estrella Anís
- Cristián Arriagada como Darío Mardones Brosic
- Malucha Pinto como Marta "La Superiora" Brosic
- Susana Hidalgo como Lisette Parra / Yulissa Constantina Del Pino Del Bosque
- Lorena Bosch como Montserrat  Flores / Cecilia Diana
- Elvira Cristi como Florencia Márquez
- Nicolás Poblete como Eric "El Príncipe" Ibarra
- Josefina Montané como Amanda Rojas
- Cristián Campos como Arturo Márquez
- Alessandra Guerzoni como Victoria Walker
- José Secall como Patricio Teodoro Rojas
- Teresa Münchmeyer como María Elena "Nena" Hernández Chamorro
- Eyal Meyer como Nicolás Infante
- Lucy Cominetti como Begoña Salinas
- Eusebio Arenas como Vicente "Vicho" Márquez
- Geraldine Neary como Gabriela "Yuyo" Martínez García
- Simoney Romero como María Camila Pérez "La Perla Negra"
- Oliver Borner como Matías Mardones
- Samuel González como El Negro
- Tamara Acosta como Elsa "La Loca" Morales Carmona
- Karla Melo como Paola "La Palo Santo" Farfán Vilches
- Francisco Pérez-Bannen como Juan Pablo Correa
- Miguel Acuña como Reportero
- Verónica González como Gendarme Muñoz
- Maureen Junott como Amiga de Montserrat
- Catalina González como Sofía, o hacker
- Marcela Medel como María Ester Suárez
- Coca Rudolphy como  Isidora
- Carmen Barros como Adelaida
- Jaime Omeñaca como Claudio Vilches

## Exibição
| País  | Emissora | Título    |
| ----- | -------- | --------- |
| Chile | Canal 13 | Preciosas |